# Grand Prix de Wallonie 1943
La 7e édition du Grand Prix de Wallonie a eu lieu le 18 juillet 1943. Elle a été remportée par le Belge Edward Van Dijck.

## Classement final
Edward Van Dijck remporte la course en parcourant les 180 kilomètres en 5 h 40 à la vitesse moyenne de 31,764 km/h.
| Classement final, | Classement final,  | Classement final, | Classement final, | Classement final, |
|                   | Coureur            | Pays              | Équipe            | Temps             |
| ----------------- | ------------------ | ----------------- | ----------------- | ----------------- |
| 1er               | Edward Van Dijck   | Belgique          | '                 | en 5 h 40 min 0 s |
| 2e                | Richard Depoorter  | Belgique          | Helyett           |                   |
| 3e                | Albert Ritserveldt | Belgique          |                   |                   |
| 4e                | Edgard De Caluwé   | Belgique          | Dilecta           |                   |
| 5e                | Albert Dubuisson   | Belgique          | Helyett           |                   |
| 6e                | Jan Van Steen      | Belgique          |                   |                   |
| 7e                | Camille Beeckman   | Belgique          |                   |                   |
| 8e                | Frans Sterckx      | Belgique          |                   |                   |
| 9e                | Prosper Depredomme | Belgique          | Dilecta           |                   |
| 10e               | Frans Bonduel      | Belgique          | Dilecta           |                   |
| modifier          |                    |                   |                   |                   |